# Стјоре (Болоња)
Стјоре (итал. Stiore) је насеље у Италији у округу Болоња, региону Емилија-Ромања.
Према процени из 2011. у насељу је живело 745 становника. Насеље се налази на надморској висини од 134 м.